# 阿爾泰民族
阿爾泰民族假說，又稱泛歐亞民族假說，設想了一個活動於歐亞大草原的古代民族，是後世的突厥語民族、蒙古族與通古斯族共同的祖先。此假說並沒有得到嚴謹的學術認可，而主要來源於現代語言學的阿爾泰語系假說。根據阿爾泰語系假說，原始突厥人、原始蒙古人與原始通古斯族三個民族的語言似乎有共同起源、可稱之為原初阿爾泰語。
阿爾泰語系學說在1960年代後遭受挑戰，認為原始突厥人、原始蒙古人與原始通古斯族為平行發展、同期交流的民族。其所謂的類似的“阿爾泰民族特征”，並非來自於共祖，而是由於三個族群生活地域接近，在匈奴汗國的統治下長期混居、彼此通婚結盟，語言與文化相互借用、長期共存交流而形成的民族特征共性。雖然並沒有證據表明”阿爾泰民族“的存在，但是由於以上提及的歷史上長期共存和緊密交流，這一地區以原始突厥人、原始蒙古人與原始通古斯族三個民族為主的各個族群從相貌外觀到基因皆極為近似，因而在人種學上可統稱為阿尔泰人种。

## 歷史
阿爾泰民族的說法源自18世紀，最早於1730年，瑞典軍官 Philip Johan von Strahlenberg，依語言間的相似性將語言分類，其中包含一些後來被歸入阿爾泰語系的語言，首次提出了突厥語、蒙古語與通古斯語有許多相近之處。1844年 Matthias Castrén 首先提出了阿爾泰語系假說，認為這三支民族的語言相近，應該有共同先祖，稱為阿爾泰民族，其最早起源應來自阿爾泰山脈一帶。
在1960年代後，因語言學家發現許多被認為原屬同源的突厥語與蒙古語單字，是經由彼此借用而來，並非同源。阿爾泰民族的說法，開始轉變，認為他們並不是來自相同先祖，而是各自有獨立先祖，但經由匈奴帝國、鮮卑、突厥汗國與蒙古帝國等草原帝國建立，經由部落間的政治結盟與通婚，而形成性格類似的民族，即阿爾泰民族。但仍有語言學家支持這三支民族擁有共同起源，自古代阿爾泰民族分支的學說。
學者Martine Robbeets等人，於2018年開始提出泛歐亞語系假說，這個假說認為突厥族、蒙古族、通古斯族與朝鮮族、日本人等的共同先祖，起源在今中華人民共和國東北地區西遼河流域一帶的農耕農民，以紅山文化為代表。